# Simple Plan
Simple Plan (МФА: [ˈsɪmpl plæn], в переводе с  англ. Простой План; также сокращённо SP) — канадская рок-группа, образовавшаяся в Монреале в конце 1999 года. Все участники квинтета — франкоканадцы, родились в провинции Квебек. Группа получила своё название в честь кинофильма 1998 года «Простой план». На данный момент коллектив выпустил пять студийных альбомов и три концертных альбома. Наиболее успешными альбомами группы в коммерческом плане считаются No Pads, No Helmets... Just Balls и Still Not Getting Any..., каждый из которых был продан тиражом около двух миллионов экземпляров в Северной Америке. Релизы Simple Plan занимали места в хит-парадах по всему миру, а второй студийный альбом Still Not Getting Any… занял восьмое место в списке 10 лучших поп-панк альбомов. Всего коллектив продал около четырёх миллионов копий своих альбомов в США и Канаде и свыше 7,5 миллионов по всему миру.
Коллектив выступал ежегодно с 1999 по 2005, а затем в 2011, 2013 и 2015 годах на фестивале Vans Warped Tour с такими культовыми панк-группами, как MxPx, Rancid, New Found Glory, The Offspring, Pennywise, Man Overboard и т. д. Также группа выступала на церемонии закрытия Зимних Олимпийских игр 2010 года в Ванкувере.
В текстах песен затрагиваются подростковые проблемы, так как подростки являются целевой аудиторией группы. Simple Plan традиционно относят к исполнителям поп-панка, однако на разных этапах деятельности коллектива его звучание варьировалось от альтернативного рока до эмо и поп-рока. Творчество квинтета прочно связано с серией «Скуби-Ду». В 2002 году была записана вступительная композиция «What's New, Scooby-Doo?» к мультсериалу «Что новенького, Скуби-Ду?» и в 2004 году «Don’t Wanna Think About You» для  фильма «Скуби-Ду 2: Монстры на свободе».
Simple Plan известны своей широкой благотворительной деятельностью, участники группы регулярно жертвуют средства в благотворительные организации. В 2005 году коллектив создал собственную организацию «Simple Plan Foundation».

## Формирование группы

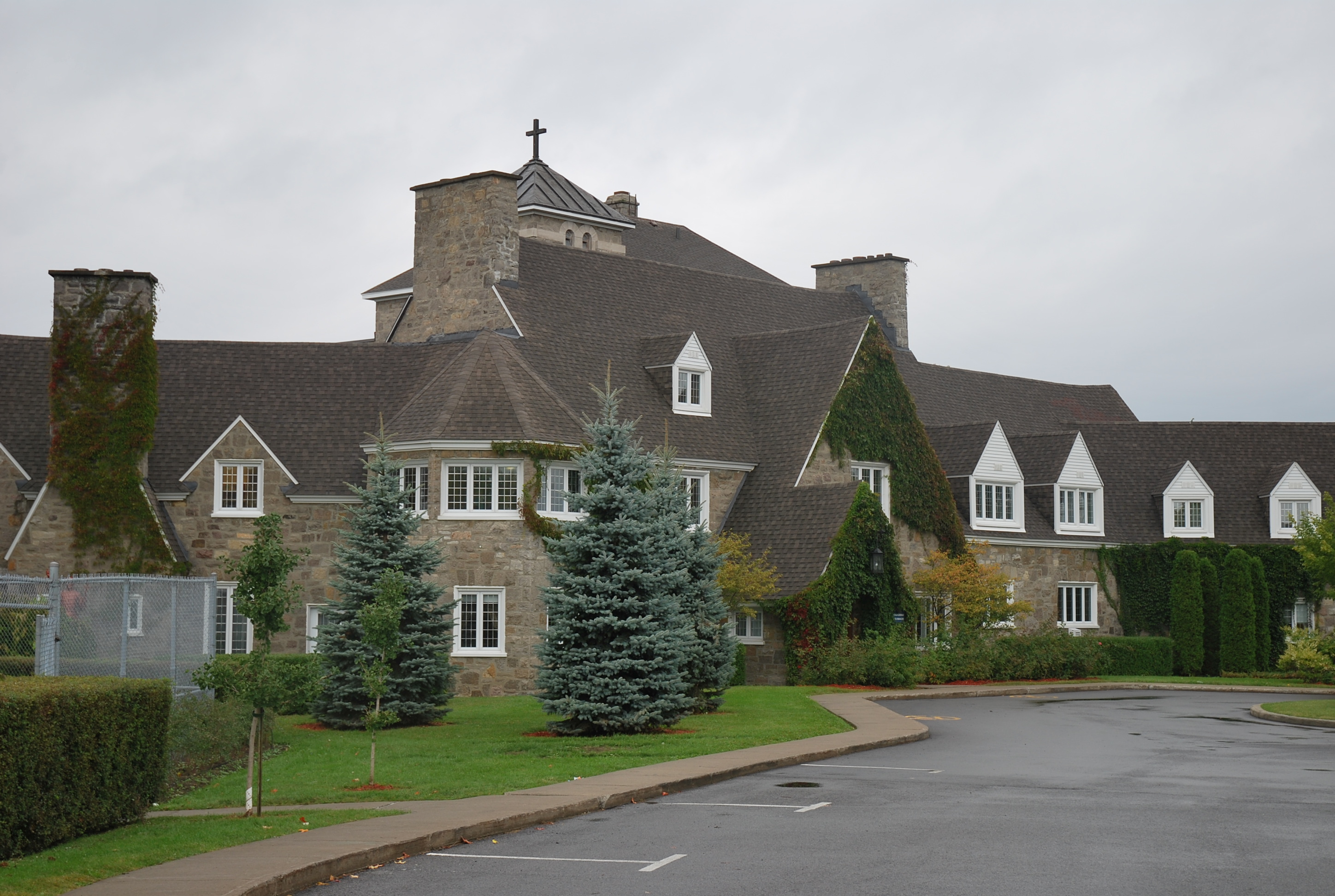
— школа, в которой учились будущие участники Simple Plan

В 1993 году школьные друзья Пьер Бувье и Чак Комо образовали группу под названием Stone Garden. Тогда музыкантам было всего по 13 лет. В 1995 году они узнали, что группа с таким названием уже существует, и переименовали свой коллектив в Roach. После недолгой паузы и последовавшего воссоединения они решили, что новое название их не устраивает, и опять сменили его, на этот раз остановившись на названии Reset. В начальный состав Reset входили вокалист Бувье, ударник Комо, гитарист Филипп Джоликоер и басист Жан-Себастьян Буало. Reset гастролировала по Канаде с другими панк-группами, такими, как MxPx, Ten Foot Pole и Face to Face, но большого успеха не имела. В 1997 году был записан первый альбом No Worries. Из-за конфликтов с Бувье Чак Комо  решил покинуть группу и пойти учиться в колледж. Его место занял Адриан Уайт. Вскоре из Reset ушёл Жан-Себастьян Буало, поэтому Бувье помимо вокала пришлось играть на бас-гитаре.

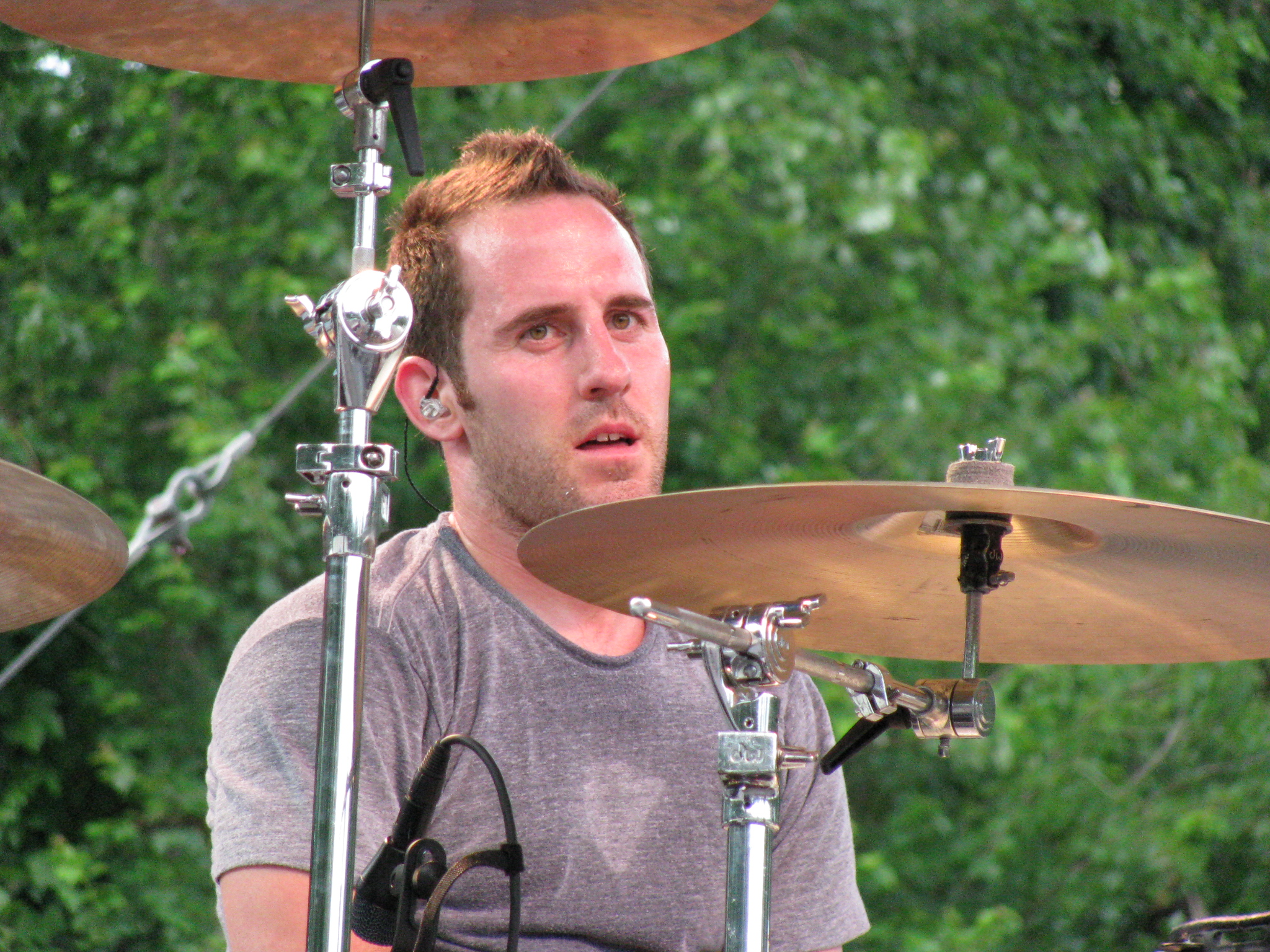
Чак Комо — основатель Simple Plan

Через два года Комо решил бросить учёбу и начал снова заниматься музыкой. Он связался со своим старым школьным другом гитаристом Джеффом Стинко, и вместе они организовали новый проект. Новосозданной группе не хватало второго гитариста и бэк-вокалиста, поэтому после многих неудачных попыток в группу был приглашён Себастьен Лефевр, который учился в той же школе, был огромным поклонником Reset и жил в одном квартале вместе с Комо и Стинко. Но группа всё равно нуждалась в очень важном участнике — лид-вокалисте. Чак Комо вспоминал:

Мы перепробовали множество вокалистов, но чем больше мы думали об этом, тем сильнее убеждались, в том, что нам в группе нужен Пьер.Оригинальный текст (англ.)We’ve tried out many singers, but the more we were thinking about it, the more we were certain that we needed Pierre in the band.

Тем временем Пьер Бувье по-прежнему оставался участником Reset, но выполнять роль вокалиста и басиста одновременно ему надоело. Бувье рассказывал: «Я хотел всё бросить, вернуться в школу и забыть о музыке. Но однажды вечером я встретил Чака на концерте Sugar Ray в Монреале, и он сказал: «У меня есть группа и нам нужен певец». Я пошёл туда и увидел, как они репетируют, их песни были такими новыми и современными, что я сказал, что дам себе ещё один шанс». После выхода второго альбома Reset No Limits в конце 1999 года Бувье согласился вступить в новую группу Комо.
«Каждой группе приходится проходить процесс поиска названия. Нам надо было уже выступать на концерте, и у нас всё ещё не было имени! Потом мы посмотрели фильм «Простой план» и решили, что это будет подходящим названием для группы. И мы оставили его. Кроме того, Hoobastank было уже занято».
Группа Чака Комо с новым составом по-прежнему оставалась безымянной. Коллективу предстояло в спешке подобрать себе название, чтобы играть предстоящие концерты. Продюсер группы предложил взять название вышедшего в 1998 году фильма «Простой план» (англ. A Simple Plan). Музыканты отбросили артикль «A» и оставили «Simple Plan». Согласно другой версии происхождения названия, участники группы не хотели всю жизнь работать в офисе, а хотели играть музыку и открывать для себя мир. И музыкальная группа была для них «простым планом» для осуществления своих амбиций.
Музыканты начали записывать поп-панк-песни и отправлять письма лейблам звукозаписи, чтобы подписать с ними контракт. Чак Комо обзвонил около 55 лейблов в США, представляясь менеджером Simple Plan и рассказывая небылицы об успехах группы. После нескольких неудачных звонков Чак сумел дозвониться до Энди Карпа, творческого менеджера Atlantic Records. Тот послушал демозаписи группы, оценил их, но не был окончательно убеждён заключить контракт с коллективом. 22 января 2000 года группа отыграла свой первый концерт под названием Simple Plan по-прежнему как квартет. Среди слушателей присутствовал и Энди Карп. Группе посоветовали найти пятого участника — бас-гитариста, чтобы Бувье смог больше сконцентрироваться на роли вокалиста, не совмещая её с бас-гитарой. Это место в мае 2000 года занял Дэвид Дерозье, замещавший Пьера Бувье после его ухода из Reset. Так сформировался окончательный состав Simple Plan. Первый концерт в полном составе состоялся 3 февраля 2001 года.

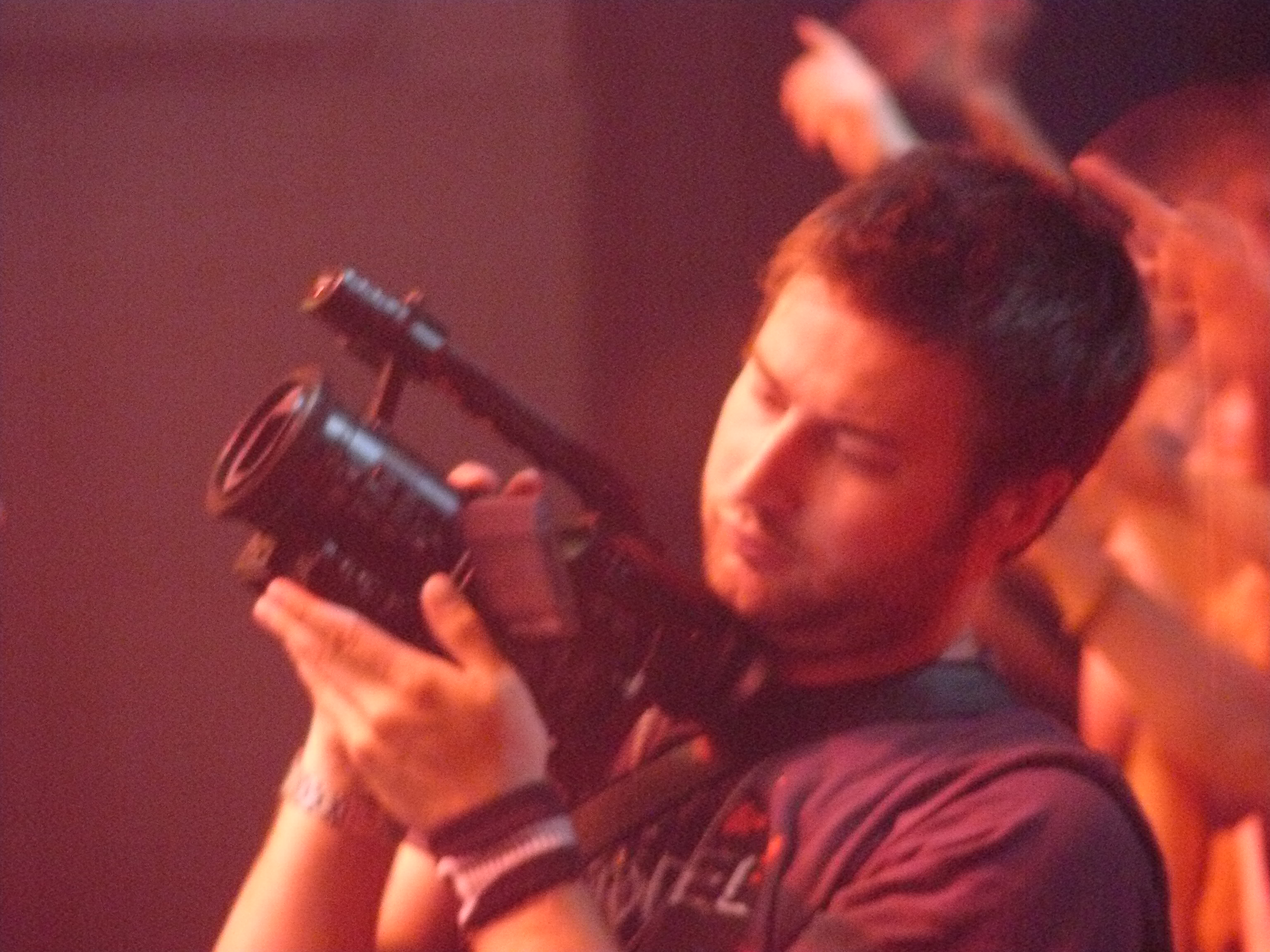
Патрик Ланглуа

В поисках подходящего лейбла коллектив решил снова связаться с Энди Карпом. Благодаря их другу Патрику Ланглуа, который в то время работал на местный лейбл Aquarius, Simple Plan узнали, что Энди Карп направлялся в Монреаль, чтобы встретиться с группой Rubberman в надежде подписать с теми контракт, поэтому группа попросила его проверить их в ту ночь. У участников Simple Plan оставалось всего несколько дней, чтобы быстро организовать частный концерт в Монреале в ту же ночь, когда играла местная группа Rubberman. Для прикрытия Чаку пришлось придумать поддельное имя для группы — Touchdown. После неубедительного выступления Rubberman Карп решил послушать Simple Plan, которые в этот раз убедили его заключить контракт:

Мы пошли посмотреть первую группу. Они играли хорошо, но ничего особенного у них не было. Тогда мы пошли посмотреть Simple Plan, и они были невероятны. Появление Дэвида на басу и третьего вокала дало группе окончательно профессиональный вид. Я помню, как стоял там с Энди [Шейном], спрашивая: «Мне только кажется, или они действительно хороши?» Он ответил, что я прав. Я покинул клуб с мыслями о том, что мне нужно найти способ подписать с ними контракт.Оригинальный текст (англ.)We went to see the first band. They were good, but nothing to write home about. So we went to see Simple Plan and they were incredible. Adding David on bass and having a third voice gave the band a totally professional look. I remember just standing there with Andy [Shane], asking: ‘Is it just me or are they really good?’ He said I was right. I left the club thinking that I had to find a way to sign them.

На следующей день Карп сообщил группе, что Atlantic Records готовы заключить с ними контракт.

## История группы

### No Pads, No Helmets… Just Balls(2002—2003)
В 2001 году группа приняла участие в Vans Warped Tour, на тот момент коллектив уже сформировал свой стиль. Гастролируя в рамках Vans Warped Tour, коллектив обратил на себя внимание слушателей и обзавёлся первыми поклонниками. В этом году Simple Plan занялись записью первого альбома. При работе над материалом для дебютной пластинки Simple Plan были сосредоточены на поп-панк-музыке. Музыканты столкнулись с проблемой: ни одна канадская компания звукозаписи не решалась начать работать с Simple Plan. Однако вскоре группа заинтересовала Эрика Лоуренса и Роба Ланни, директоров компании Coalition Entertainment, и те предложили коллективу помощь. После этого некоторое время Simple Plan работали с Coalition, но вскоре квинтет заключил контракт с американским лейблом Lava Records, дочерним лейблом Atlantic Records. Запись была продолжена с поддержкой Lava и к началу 2002 года была завершена. Помимо участников коллектива в записи участвовали приглашённые музыканты из других групп — Марк Хоппус из Blink-182, внёсший свой вклад в создание трека «I'd Do Anything», и Джоэл Мэдден из Good Charlotte, записавший вокальную партию для песни «You Don’t Mean Anything». Продюсировал альбом Арнольд Ланни.
19 марта 2002 группа выпустила свой первый студийный альбом No Pads, No Helmets... Just Balls, из материала которого были выпущены синглы «I’m Just a Kid», «I’d Do Anything», «Addicted», и «Perfect». В продвижении альбома на рынках принимали участие Atlantic Records, Lava Records и WEA Distribution. Дебют группы практически не получил поддержки со стороны радио (кроме единичных случаев в Финиксе, Портленде и Детройте), поэтому Atlantic Records устроили для Simple Plan концертный тур, в рамках которого группа отыграла более 300 концертов. Параллельно квинтет выступал на разогреве у Good Charlotte и принял участие в туре Pop Disaster с Green Day и Blink-182. В первое время после выпуска альбома его продажи доходили всего лишь до 2000 экземпляров в неделю, однако благодаря «Phoenix Program» к концу года продажи уже достигли 30 тысяч экземпляров в неделю. В октябре 2002 года Simple Plan стали повсеместно появляться на радио и MTV с песней «I'd Do Anything».  Примерно в то же время музыканты были приглашены в свои первые ток-шоу, в том числе «Spankin' New Bands», «Late Night With Conan O'Brien» и «Jimmy Kimmel Live!». Успех группы и альбома рос благодаря выпущенным синглам и снятым видеоклипам, и Simple Plan довольно быстро обзавелись преданной молодой фан-базой. В 2002 году музыканты завоевали свою первую награду — CASBY Award за песню «I'm Just a Kid» в номинации «Любимое новое видео».
В Канаде и США No Pads, No Helmets… Just Balls получил дважды платиновый сертификат. На родине коллектива альбом занял восьмую позицию в чарте Canadian Albums Chart, в США диск занял 35-ю строчку в Billboard 200 и был продан тиражом свыше двух миллионов экземпляров. Благодаря мировому концертному туру диск добился коммерческого успеха и за пределами Северной Америки. В новозеландском чарте альбом занял пятую позицию. В 2003 году коллектив выступал на разогреве у Аврил Лавин на протяжении её тура «Try To Shut Me Up Tour», а также с Green Day и Good Charlotte. Летом 2003 года Simple Plan приняли участие в Vans Warped Tour в качестве хэдлайнеров и прочно закрепили за собой статус звёзд поп-панк-сцены.
21 января 2003 года группа выпустила свой первый концертный альбом Live in Japan 2002, записанный эксклюзивно для Японии во время одного из выступлений Simple Plan  в Токио в сентябре 2002 года. В ноябре 2003 года вышел CD/DVD A Big Package for You, получивший статус платинового в Канаде и золотого в США и Австралии. В следующем году коллектив номинировался на премию «Juno Awards» за этот DVD в категории «Лучшее видео».

### Still Not Getting Any…(2004—2006)
Во время концертного тура в поддержку дебютного альбома No Pads, No Helmets... Just Balls Пьер Бувье и Чак Комо начали писать новые песни. Ли Тринк, старший вице-президент Lava Records по маркетингу, сообщил, что компания выделила для Бувье и Комо отдельный автобус, чтобы создать для музыкантов рабочую обстановку. На сочинение и запись нового материала у коллектива было всего лишь несколько месяцев. Участники коллектива чувствовали, что их творчество сковывает поп-панк-жанр, в котором они работали при создании No Pads, No Helmets… Just Balls. На этот раз при написании нового альбома группа решила выйти за рамки панка и, как выразился Пьер Бувье, позволила себе писать «хорошую музыку» вне зависимости от того, можно было её назвать панком или нет. Вокалист провёл аналогию:

Если ты творческий человек, зачем себя ограничивать только определённым кругом вещей? Это как быть художником: используешь ты только семь или восемь цветов или смешиваешь их вместе и рисуешь лучшую картину из возможных?Оригинальный текст (англ.)As an artist, why limit yourself to just doing certain things? It’s like being a painter; do you decide to only use seven or eight colors, or blend the colors together and make the most beautiful painting possible.

26 октября 2004 года Simple Plan выпустили свой второй альбом, Still Not Getting Any..., материал которого пошёл на синглы «Welcome to My Life», «Shut Up!», «Untitled (How Could This Happen to Me?)», «Crazy» и (на некоторых рынках) «Perfect World». Продюсированием альбома занимался Боб Рок, ранее работавший с такими группами, как Metallica и Mötley Crüe. В продвижении Still Not Getting Any... на рынках участвовали независимо друг от друга Lava Records и Warner Music Canada. Последняя организация занималась распространением копий альбома, изданных в только недавно появившемся формате DualDisc, представлявшем собой гибрид CD и DVD. Согласно статье из журнала Billboard, Still Not Getting Any... стал первым альбомом, изданным в подобном формате.
Несмотря на тот факт, что песни из нового альбома не транслировались по радио, Still Not Getting Any… быстро добился успеха. В промежутке с 26 по 31 октября 2004 года Lava Records продала 13 175 экземпляров и альбом занял вторую строчку в списке наиболее продаваемых релизов Nielsen SoundScan. Хитами стали две из его композиций — эмоциональные песни «Welcome to My Life» и «Crazy». В США было продано свыше миллиона копий, альбом занял 3-ю позицию в хит-параде Billboard 200. Still Not Getting Any… получил четырежды платиновый статус в Канаде, дважды платиновый в Австралии и платиновый в США. В целом альбом заслужил положительные отзывы критиков. Обозреватели отмечали, что Still Not Getting Any… получился даже лучше, чем дебютный No Pads, No Helmets... Just Balls, благодаря которому на коллектив обратили внимание в 2002 году, а также стал «не просто шагом для группы в правильном направлении, но хорошим шагом для всего поп-панк-жанра в целом». По мнению рецензента из журнала Q, «невозможно не восхититься мастерством» музыкантов. Still Not Getting Any… номинировался на «Juno Awards» в категориях «Лучший альбом» и «Лучший поп-альбом».
В этом же году Simple Plan снялись в американском комедийном фильме ужасов «Панк-рок резня». В следующем году была начата деятельность благотворительной организации «Simple Plan Foundation».

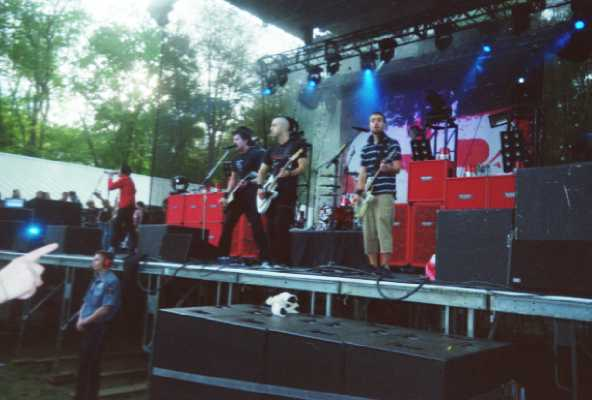
Simple Plan выступают в летом 2005 года

В 2005 году в целях рекламирования нового альбома коллектив сыграл песню «Shut Up!» на церемонии вручения наград «Kids’ Choice Awards», проводимой телекомпанией Nickelodeon. После выпуска Still Not Getting Any… квинтет возобновил активную концертную деятельность и организовал мировой концертный тур. Записи с некоторых концертов были изданы в очередном концертном альбоме MTV Hard Rock Live в 2005 году. В Канаде диск получил золотой статус, а в 2006 году ADISQ присудила группе за него награду в номинации «Англоязычный альбом года». В этом же году коллектив получил премию «Juno Awards» в номинации «Выбор поклонников».

### Simple Plan(2007—2009)
В феврале 2006 года, после полутора лет, потраченных на поддержку альбома Still Not Getting Any..., группа приостановила концертную деятельность и в дальнейшем выступала только от случая к случаю. В этом же году Simple Plan начали работу над третьим студийным альбомом. Запись альбома началась 15 июля в Монреале в студии Studio Piccolo, где до этого был записан Still Not Getting Any…, микширование проводилось в Майами и Лос-Анджелесе. Работа над новым диском была официально завершена 21 октября, хотя позже группа вернулась в студию, чтобы перезаписать часть текста песни «Generation». Продюсировали альбом три человека: Дэйв Фортман, Флойд Натаниэль Хиллс и Макс Мартин. Альбом, называвшийся, как и сама группа, Simple Plan, вышел 12 февраля 2008 года, однако коллектив презентовал новый материал ещё в декабре 2007 года на праздничных концертах.
Пьер Бувье в интервью для iAfrica и Calgary Herald заявил, что группа в тот момент создавала что-то иное, отличное от их предыдущих альбомов, и добавил, что альбом разнообразен в жанровом плане. Этот альбом не просто музыка, а не что иное, как «утверждение наших художественных амбиций» — заявили участники группы.
В поддержку альбома вышли синглы «When I’m Gone», «Take My Hand», «Your Love Is A Lie» и «Save You», на которые позже были сняты клипы. Также группой аниматоров был сделан мультипликационный видеоклип на песню «I Can Wait Forever». Видеоклип к песне «Save You» был посвящён больным раком людям. Ещё 29 октября 2007 года в целях продвижения альбома песня «When I’m Gone» появилась на радиостанциях. Квинтет оставил свой поп-панк-стиль и больше внимания уделил альтернативному року. Согласно Allmusic, Simple Plan, как и другие поп-панк-исполнители, в третьем альбоме экспериментировали с более мрачным или более танцевальным звуком. Хотя Simple Plan не стал международным бестселлером, как No Pads, No Helmets...Just Balls и Still Not Getting Any..., но всё же диск стал платиновым в Канаде, где спрос на поп-песни группы остался сильным. Также альбом стал платиновым в Бразилии и золотым в Мексике. В американском хит-параде Billboard 200 Simple Plan поднялся на 14-ю строчку. Из всех выпущенных из альбома синглов наибольшего успеха добился «When I'm Gone».

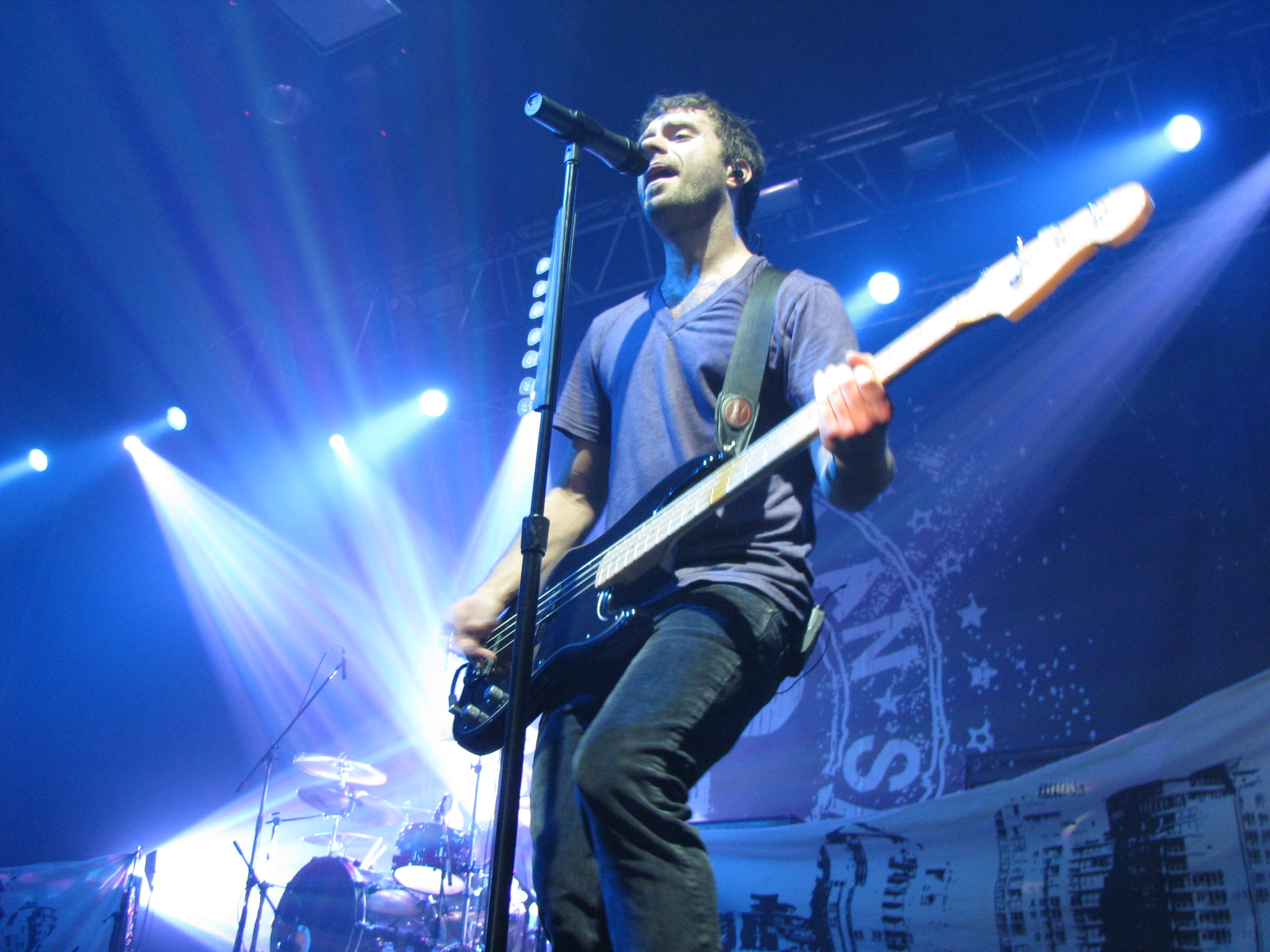
Лефевр заменил Дерозье на басу во время концерта в Тель-Авиве 3 декабря 2008 года

Simple Plan организовали обширный тур в поддержку альбома. После мирового промотура квинтет играл несколько праздничных концертов в декабре 2007 года. 1 июля 2008 года, в День Канады, Simple Plan устроили бесплатный концерт в Квебеке на Полях Абраама, собрав около 150 000 слушателей. В июле—августе 2008 года группа участвовала в Cross Canada Tour с Faber Drive, Cute Is What We Aim For и Metro Station. 19 августа Simple Plan сыграли свой первый концерт в России. Мероприятие проходило в московском клубе «Клуб Б1 Maximum». Осенью музыканты организовали европейский тур, длившийся почти месяц, в рамках которого они в первый раз посетили Эстонию и Польшу. В начале декабря коллектив отыграл концерты в Тель-Авиве и Дубае как квартет, так как Дэвид Дерозье был вынужден отлучиться по семейным обстоятельствам. Его роль басиста временно исполнял Себастьен Лефевр.
В 2009 году Simple Plan номинировались на «Juno Awards» в номинациях «Группа года» и «Альбом года».

### Get Your Heart On!(2010—2012)
В июне 2010 года Simple Plan приняли участие в фестивале Bamboozle Road Show, где музыканты сыграли некоторые песни, ранее официально не издававшиеся. Также в этом году коллектив выступил в Ванкувере на церемонии закрытия Зимних Олимпийских игр. В августе 2010 года квинтет вернулся в студию и начал записывать новый материал. Запись длилась около четырёх месяцев и была закончена в ноябре. В записи и написании песен лонгплея участвовало множество приглашённых музыкантов: Риверс Куомо из Weezer, Наташа Бедингфилд, K'naan, Мэри Мэй,  Джоэл Мэдден из Good Charlotte, Алекс Гаскарт из All Time Low, Марк Хоппус из Blink-182 и т. д. Также для записи последнего припева песни «This Song Saved My Life» были приглашены фанаты Simple Plan. Как сказал Дэвид Дерозье, Simple Plan после выпуска экспериментального одноимённого альбома захотели снова вернуться к энергичной музыке. В 2011 году коллектив выложил демоверсии новых песен на официальном сайте и канале в YouTube. 30 марта песня «Can't Keep My Hands Off You» стала доступна для скачивания в iTunes. 20 апреля группа сообщила, что первым синглом из нового альбома станет песня «Jet Lag», для записи которой была приглашена британская поп-певица Наташа Бедингфилд. Для продвижения песни на официальном сайте был создан сервис «Jet Lag Airlines», где размещались новости, тексты песен, треклисты и видеоклипы, касающиеся запланированного альбома. Сингл «Jet Lag» был выпущен 25 апреля.
Новый альбом под названием Get Your Heart On! вышел 21 июня 2011 года, его продюсировал Брайан Хауэс. Всего из альбома было выпущено четыре сингла «Can't Keep My Hands Off You», «Jet Lag», «Astronaut» и «Summer Paradise». В этом альбоме коллектив вернулся к более оптимистичному звуку в стиле первых двух дисков. После выпуска альбом получил в основном положительные отзывы от большинства музыкальных критиков. Эндрю Лихи из Allmusic написал, что Get Your Heart On! вышел ничуть не хуже, чем дебютный альбом группы. В первую неделю продажи в США составили 9000 экземпляров. В Канаде в период с 21 по 29 июля было продано 13 000 экземпляров и Neilsen SoundScan присудили диску второе место в списке наиболее продаваемых релизов на рынке США. Позже Канадская ассоциация звукозаписывающих компаний присудила Get Your Heart On! золотой сертификат, однако в других странах диск не повторил коммерческого успеха своих предшественников. Наиболее выдающейся песней стала «You Suck at Love», исполнявшаяся группой ещё на Bamboozle Road Show и благодаря броской мелодии в припеве быстро набравшая популярность среди поклонников Simple Plan.
Группа участвовала в фестивале Warped Tour с 6 по 30 июля 2011 года. Осенью Simple Plan организовали тур по Соединённым Штатам Америки в поддержку альбома. На разогреве выступали The Cab, Marianas Trench и Forever the Sickest Kids. Аналогичный тур был проведён в Канаде в феврале 2012 года с группами All Time Low, Marianas Trench и These Kids Wear Crowns. В сентябре-октябре Simple Plan сыграли четыре концерта в Австралии с группами Tonight Alive и New Empire на разогреве. В марте 2012 квинтет поддерживал Get Your Heart On! в Европе. В этом же году коллектив организовал мировое турне, которое продлилось вплоть до 2013 года.

### Taking One for the Team(2013—2017)
6 февраля 2013 года Simple Plan были удостоены медали Бриллиантового юбилея королевы Елизаветы II, а 21 сентября 2014 года коллективу вручили медаль YMCA Peace Medal (Médailles de la paix).
В начале 2013 года Пьер Бувье в интервью для Musichel анонсировал, что Simple Plan работают над созданием нового студийного альбома и выпуском нового DVD. В ноябре группа сообщила о своих планах выпустить EP-альбом под названием Get Your Heart On – The Second Coming!. Новый мини-альбом вышел 3 декабря 2013 года. Он состоял из песен, которые были записаны во время сессий для альбома Get Your Heart On!, но по разным причинам не вошедших в него.
После выпуска EP-альбома Simple Plan на время приостановили студийную деятельность и организовали концертные туры, в рамках которых они посетили множество стран в Южной Америке, Мексику, Австралию, Европу, Россию, Израиль и Юго-Восточную Азию. После завершения туров квинтет начал писать новые песни. На сочинение песен у Simple Plan ушло почти полтора года. По словам Чака Комо, за это время группа написала около семидесяти песен. Также он заявил, что Simple Plan пытаются найти каких-нибудь сессионных музыкантов. В марте 2014 года выяснилось, что коллектив в создании альбома сотрудничает с электро-поп-дуэтом 3OH!3. Позже стало известно, что над новым материалом работают также Марк Хоппус и Алекс Гаскарт. 30 июля 2014 года группа официально заявила на своей странице в сети Facebook о том, что музыканты начинают писать музыку для нового альбома. Через пять месяцев Джефф Стинко в сети Twitter объявил, что Simple Plan находятся в стадии выбора песен, которые будут записаны для альбома. 1 марта 2015 года Simple Plan начали запись песен в одной из звукозаписывающих студий Лос-Анджелеса. В феврале группа записывала некоторый материал в студии с группой 5 Seconds of Summer. Продюсером альбома стал Говард Бенсон. Предполагалось, что запись диска займёт три месяца и пятый студийный альбом будет выпущен во второй половине 2015 года. 22 июня был выпущен сингл «Saturday». 28 августа в качестве сингла выходит «Boom», 18 сентября — «I Don't Wanna Be Sad», 16 октября — «I Don't Wanna Go to Bed». 17 сентября Чак Комо в своём Твиттере сообщил, что песня «Saturday» не будет включена в новый альбом. 23 января начались съёмки видеоклипа на песню «Opinion Overload», которая стала последним четвёртым синглом из альбома. Сингл «Opinion Overload» вышел 5 февраля 2016 года.

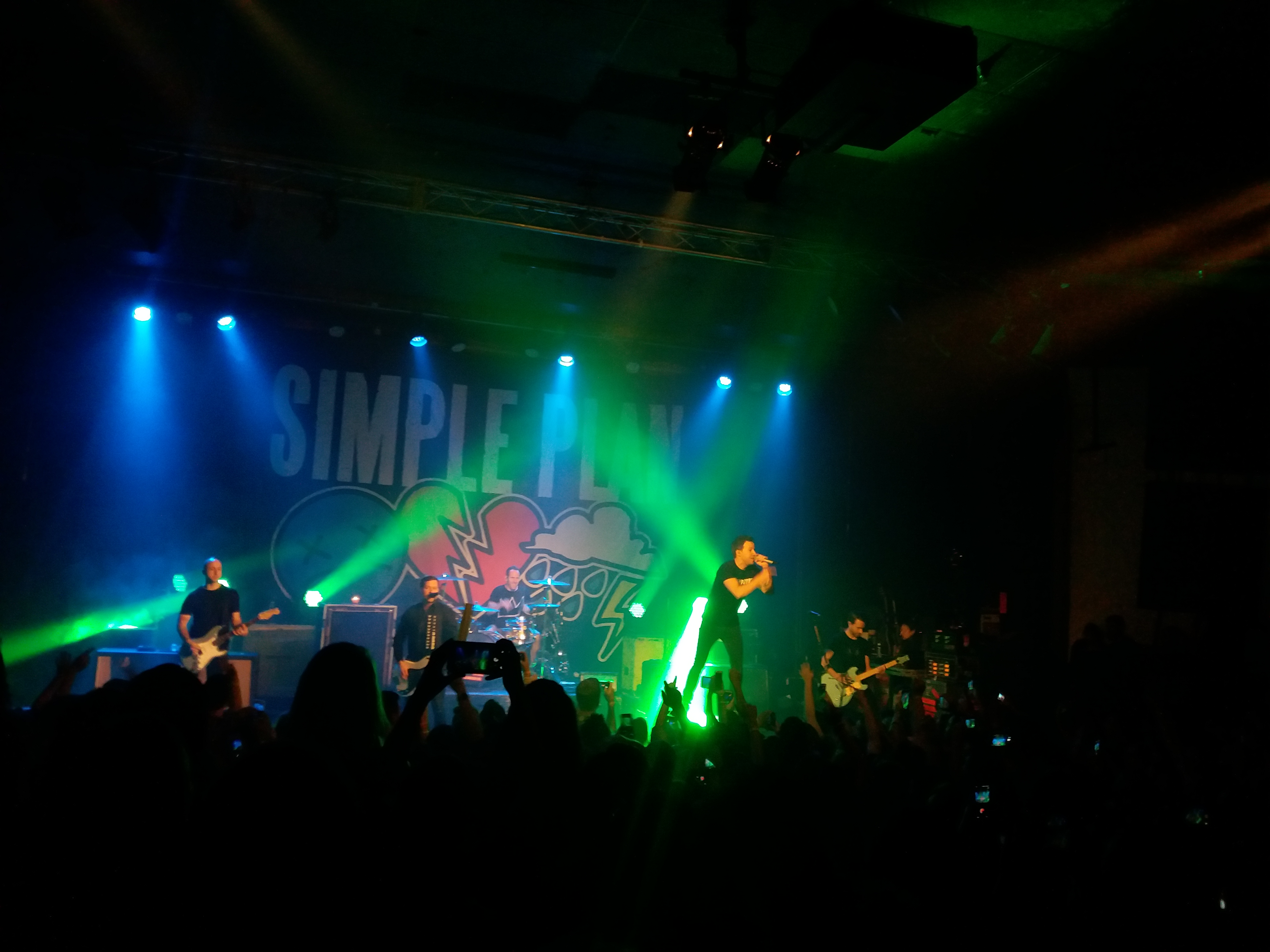
Концерт Simple Plan в 2017 году.

В апреле 2015 года коллектив выступил на FIFA Women’s World Cup Trophy Tour на телеканале MuchMusic вместе с канадской певицей Andee. Также летом квинтет записал саундтрек к ремейку канадского фильма «Снежная битва». Летом 2015 года Simple Plan приняли участие в фестивале Vans Warped Tour’15, в рамках которого у группы были запланированы 40 концертов.
30 ноября 2015 года были объявлены дата выхода пятого студийного альбома, его название и показана обложка. Новый студийный альбом, который называется Taking One for the Team, вышел 19 февраля 2016 года.
1 января 2016 года группа выступила на открытии Зимней классики НХЛ 2016. Перед началом хоккейного матча на «Джиллетт Стэдиум», они исполнили гимн Канады.
5 декабря 2016 года Simple Plan выпустили песню «Christmas Everyday», спустя 15 лет после последней рождественской песни и первого сингла «My Christmas List».

### Уход Дерозье (2017—2021)

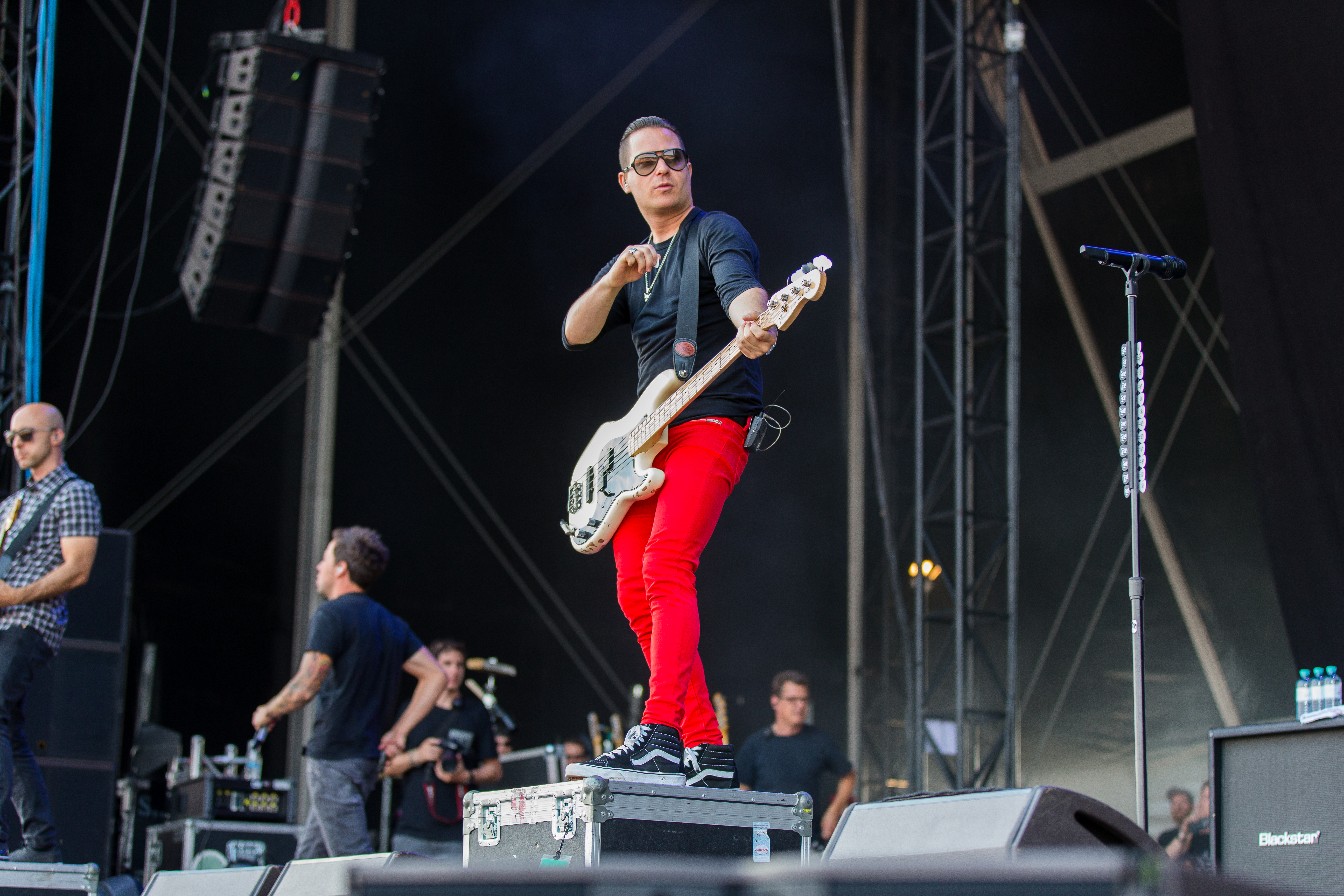
Дэвид Дерозье во время концерта в 2015 году

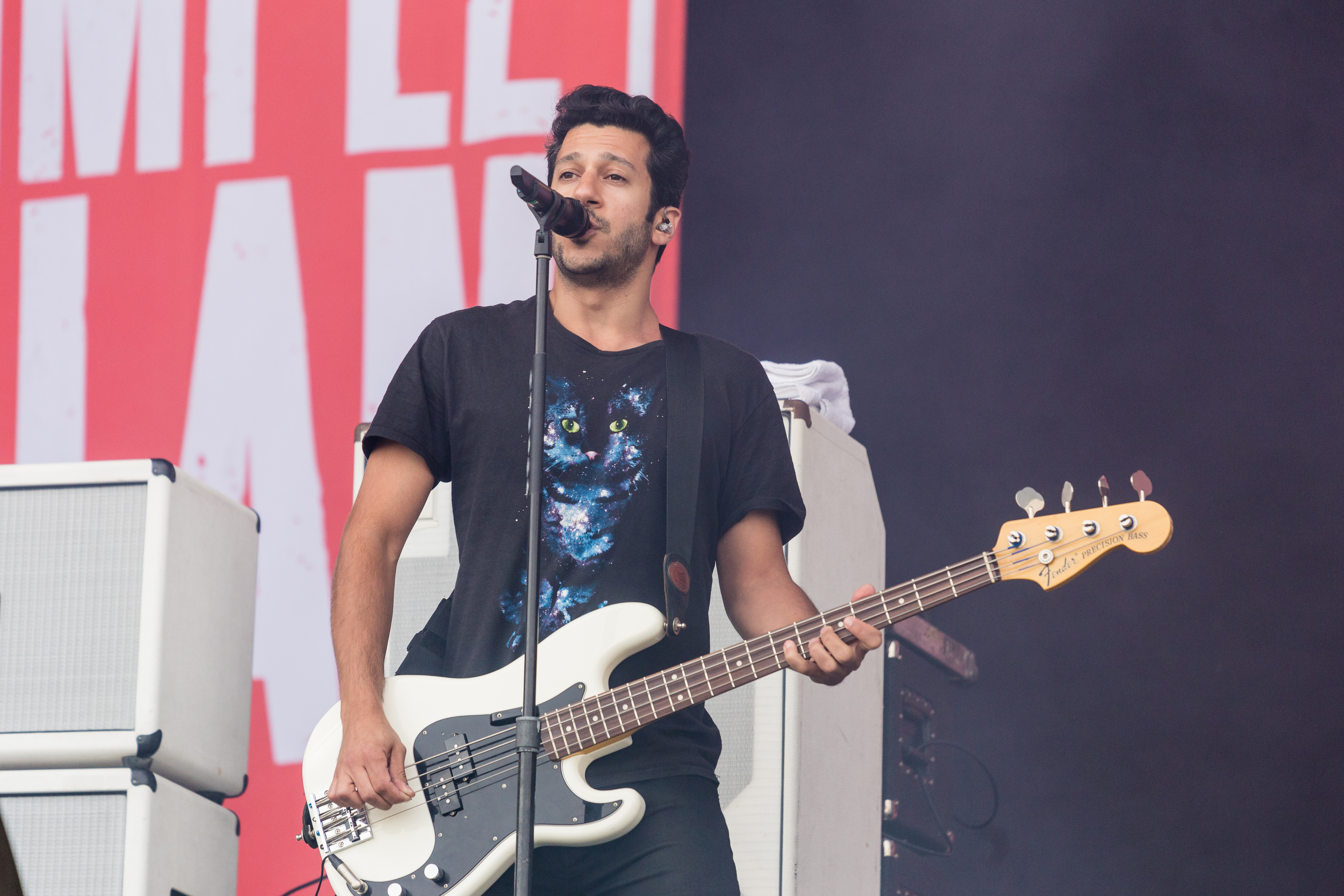
Гастролирующий басист Чади Эвад на концерте в 2017 году

С мая 2017 года Дэвид Дерозье перестал гастролировать с Simple Plan, и взял паузу для восстановления после депрессии. С тех пор неизвестный гастролирующий музыкант исполняет бас партии Дэвида за сценой с группой, в то время как Пьер и Себастьен разделяют вокальные партии Дэвида. Это стало вторым случаем, когда Дерозье отсутствует в группе; первый раз был в декабре 2008 года, тогда когда Себастьян временно играл на басу.
5 сентября 2018 года Music In Minnesota Архивная копия от 29 января 2019 на Wayback Machine сообщила, что участники Simple Plan провели день в Оватонне, штат Миннесота, чтобы сыграть в сценах панк-рок-мюзикла Summertime Dropouts Архивная копия от 12 октября 2019 на Wayback Machine . Ожидается, что художественный фильм выйдет осенью 2019 года. 16 ноября 2018 года Simple Plan записали песню под названием «Bigger», которая стала саундтреком к полнометражному мультфильму «Снежные гонки».
8 июня 2019 года группа воссоединилась с Дерозье в Кливленде, штат Огайо и объявила о его официальном возвращении в группу.
2 сентября 2019 года Пьер Бувье сообщил, что группа выполнила свой контракт с Atlantic и теперь является свободными агентами, а также намекнул на скорый выпуск новых песен в этом году.
В октябре 2019 года Simple Plan выпустила совместный трек с группами State Champs и We the Kings под названием «Where I Belong».
10 июля 2020 года было объявлено, что Дэвид Дерозье в третий раз покинет Simple Plan после того, как в социальных сетях его обвинили в сексуальных домогательствах. Через пять дней гастролирующий басист Чади Эвад покинул группу так же из-за сексуальных обвинений.
22 июля 2021 года группа перезаписала песню What's New, Scooby-Doo?, являющуюся заглавной темой одноимённого мультсериала, и сделал её доступной для стриминговых сервисов.

### Harder Than It Looks(2021—настоящее время)
5 ноября 2021 года группа выпустила первый сингл из своего шестого альбома «The Antidote». 18 февраля 2022 года группа выпустила сингл «Ruin My Life» с вокалом Дерика Уибли из Sum 41. 22 февраля 2022 года группа анонсировала совместное турне с Sum 41 по США под названием Blame Canada Tour, которое продлится с апреля по август 2022 года. 15 марта 2022 года, в преддверии 20 лет со дня выхода первого альбома, группа сообщила, что новый альбом выйдет 6 мая 2022 года и будет называться Harder Than It Looks.
29 апреля 2022 года Simple Plan отправились в тур с название «Blame Canada» по США совместно с Sum 41. Позже, группа сообщила, что европейский тур с Sum 41 пройдёт с 20 сентября 2022 по 21 октября 2022 года.

## Стиль, отзывы критиков и тематика песен
Согласно высказываниям участников Simple Plan, на начальном этапе карьеры на их музыкальный стиль повлияли такие коллективы, как Pearl Jam, Guns N' Roses, Rage Against the Machine, NOFX, The Offspring, Green Day и Rancid. Кроме того, различные издания отмечали подражание таким группам, как Blink-182, Green Day, Sum 41, Oasis, Panic! at the Disco и Buzzcocks. Сами участники группы признают, что любят творчество My Chemical Romance, Weezer, Green Day, Keane и Джека Хоуди Джонсона.
Музыкальный стиль Simple Plan неоднороден: различные источники и профессиональные издания причисляют музыку коллектива к разным направлениям от поп-панка до альтернативного рока. Маккензи Уилсон из AllMusic назвал квинтет «франкоканадской эмо-группой с панк-направленным поп-звучанием, представляющей собой нечто среднее между Cheap Trick и Green Day». Такие издания, как Allmusic, New Musical Express, Billboard, The Guardian, BBC, Entertainment Weekly, Коммерсантъ, Газета.Ру, относят коллектив к исполнителям поп-панка. VH1, Billboard и Alter The Press считают, что Simple Plan играют поп-рок. Журналист из газеты The New York Times охарактеризовал стиль группы как панк-рок-ривайвл. Критик из Rolling Stone назвал жанр группы неопанком, а музыкальный стиль альбома Still Not Getting Any... в том же издании был охарактеризован как бабблгам-панк. Atlantic Records, рекламируя материал, записанный Simple Plan, назвали стиль группы «смесью классической панк-энергичности и современного поп-звучания». Epiphone и Walt Disney World причислили квинтет к исполнителям пауэр-попа. Трэси Ратинер, автор книги «Contemporary Musicians», назвал Simple Plan эмо-поп-группой, а Венди Мид в своей книге «The Alternative Rock Scene: The Stars, the Fans, the Music» отнесла коллектив к исполнителям альтернативного попа.
Дебютный альбом No Pads, No Helmets...Just Balls был записан в жанре поп-панк, тогда как уже на второй пластинке границы музыкального стиля Simple Plan были раздвинуты. На третьем, одноимённом группе, альбоме музыканты частично отошли от поп-панка и уделили больше внимания альтернативному року. В куплетах песни «Generation» содержатся даже элементы хип-хопа. В альбоме Get Your Heart On! квинтет вернулся к своему старому эмо-стилю (как полагает Джеймс Шотвелл из Under the Gun — в борьбе за второй шанс на музыкальной сцене).
Музыку Simple Plan различные источники сравнивали с творчеством таких музыкантов и групп, как  Аврил Лавин, Fall Out Boy, Yellowcard и Good Charlotte. Песня «Thank You» напоминает репертуар мелодичных панк-групп ранних 1990-х, которые повлияли на старую хардкор-группу Комо и Бувье Reset. Дэви Бой из Sputnikmusic назвал коллектив «Blink Day 41», подразумевая подражание в музыке группам Blink-182, Green Day и Sum 41. Куплеты песни «Your Love Is a Lie» из третьего студийного альбома содержат последовательность аккордов, которая представляет собой слияние песен «Boulevard of Broken Dreams» от Green Day и «Wonderwall» от Oasis. Джонни Лофтус из Allmusic проследил влияние Blink-182 на музыкальный стиль первого студийного альбома. Критик писал, что «дебют Simple Plan пошёл по бесспорно успешным пятам Blink-182», но коллектив, позаимствовав безграничную энергию и мелодичность калифорнийского трио, пытался внести в этот стиль что-то своё. «Simple Plan были благозвучными там, где Blink-182 были грубыми». В альбоме Still Not Getting Any... Лофтус заметил некоторые схожие черты с быстрым и звонким стилем Аврил Лавин: аранжировки, длящиеся до половины всей длины песни и захватывающие припевы. Джон Парелес из газеты The New York Times написал, что коллектив придерживается основ поп-панка, заложенных Ramones и доработанных Descendents и Green Day. В отзыве о третьем альбоме коллектива от The A.V. Club Эндрю Эрлс отметил сходство музыки из альбома со стилем Buzzcocks поздних 1970-х. Обозреватель портала iAfrica выразил мнение, что на этом альбоме коллектив разошёлся по стилю со скучными релизами своих современников вроде New Found Glory или Good Charlotte и попал под влияние Panic! at the Disco.
Ты когда-нибудь чувствовал себя разбитым?
Ты когда-нибудь чувствовал себя неуместным?
Словно ты здесь чужой,
И никто тебя не понимает.
Ты когда-нибудь хотел убежать прочь?
Запирался ли в своей комнате?
С радио, включённым так громко,
Чтобы никто не слышал, как ты кричишь.
В 2004 году Дэниэл Эпштейн в статье о группе для журнала Threat написал, что для многих песни Simple Plan кажутся слишком цепляющими, чистыми и наполненными подростковой тоской, чтобы по-настоящему считаться панк-музыкой. Основная тематика песен квинтета связана с подростковыми проблемами: взрослением, выживанием, становлением в качестве части чего-то большего. Одним из выдающихся примеров такого проявления лирики является песня «Welcome to My Life». Эндрю Лихи, критик Allmusic, написавший рецензию на четвёртый студийный альбом группы Get Your Heart On!, утверждает, что музыка Simple Plan в основном нацелена на подростковую часть слушателей. Основная подростковая проблема лучше всего отражается в песне «I'm Just a Kid» из первого студийного альбома, когда музыканты сожалеют о том факте, что «всем намного веселее, чем мне» (англ. the world is having more fun than me). В газете The New York Times было отмечено, что Пьер Бувье большую часть своего времени поёт об отвергших его женщинах, хотя песни звучат так бодро, что, возможно, он пересказывает сюжетные линии из своих любимых ситкомов.
МакКензи Уилсон из Allmusic назвал группу «одними из самых успешных поп-панк-исполнителей Канады». В AXS было отмечено, что Simple Plan — «одна из самых энергичных концертных групп на сцене, играющая музыку, которая останется в голове и в сердце». Калефа Санне из The New York Times написал: «Большинство песен основаны на сильных простых мелодиях, и в целом группа сторонится баллад. Это не очень новаторская формула, но она работает: сладкие, энергичные мелодии, сделанные из шаблонных текстов мистера Бувье («Я сделал бы всё, что угодно, чтобы держать тебя в своих руках»), легко доставляют удовольствие и, что более важно, легко забываются».

## Simple Plan Foundation

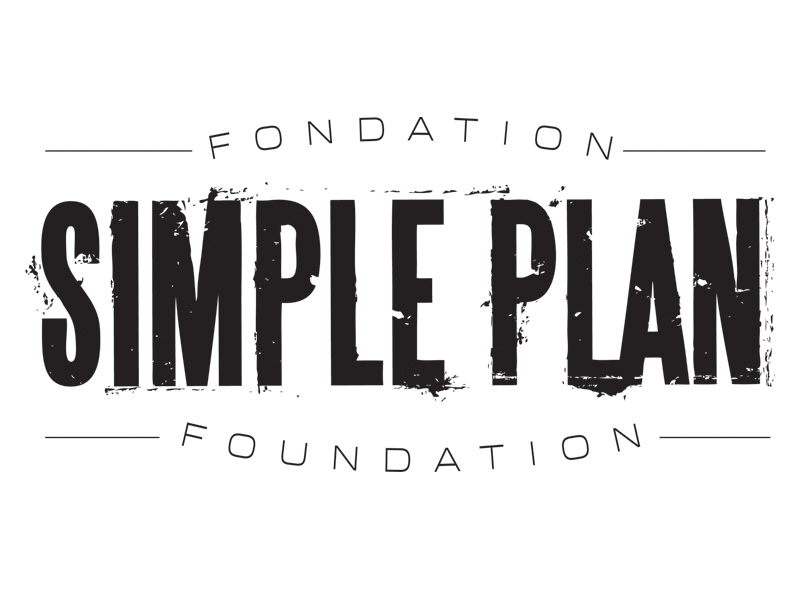
Логотип Simple Plan Foundation

Участники Simple Plan поначалу занимались благотворительностью, жертвуя средства во многие популярные организации вроде MTV Asia Aid, MADD (Mothers Against Drunk Driving), RAAADD (Recording Artists, Actors, and Athletes against Drunk Driving) и Make-A-Wish Foundation. Однако из-за неудовлетворённости музыкантов тем, что они не знали, куда эти деньги будут отправлены, участники квинтета организовали собственную благотворительную организацию Simple Plan Foundation. Организация фокусируется на проблемах подростков, начиная от самоубийства и заканчивая бедностью и наркозависимостью. По состоянию на 9 декабря 2005 года организация собрала более чем 100 тысяч долларов. В июне 2008 коллектив заявил о своих планах распределить эту сумму между организациями, помогающими детям и семьям, испытывающим сложности в связи с нехваткой денег или болезнями. К таким организациям относились Children's Wish Foundation of Canada, Kids Help Phone, War Child Canada, College Beaubois, The Lighthouse, Children And Families и т. д. 15 марта 2011 года после девятибалльного землетрясения по шкале Рихтера в Японии Simple Plan объявили, что планируют собрать 10 тысяч долларов для Японского Красного Креста. Чтобы собрать необходимую сумму, группа выпустила специальные фирменные футболки с логотипом группы по цене 20 долларов за экземпляр.
В мае 2012 года коллектив был хэдлайнером на концерте, организованном MTV EXIT для привлечения внимания слушателей к торговле людьми и к современному рабству во Вьетнаме. На этом концерте группа представила новый видеоклип для песни «This Song Saved My Life». Режиссёром клипа стал Эш Болланд. Квинтет также появился в специальном документальном фильме, выпущенном MTV EXIT. В 2012 была выпущена книга «Simple Plan: The Official Story»; деньги, полученные от её продажи пошли на благотворительность в Simple Plan Foundation. В этом же году группа получила премию «Allan Waters Humanitarian Award» за благотворительную деятельность организации.

## Simple Plan и «Скуби-Ду»
Коллектив прочно связан с серией мультфильмов «Скуби-Ду», в частности, именно они в 2002 году записали вступительную композицию «What's New, Scooby-Doo?» к мультипликационному сериалу «Что новенького, Скуби-Ду?», а также были показаны в эпизоде «Simple Plan и Безумец-невидимка» (англ. Simple Plan and the Invisible Madman), в котором звучали песни «You Don't Mean Anything» и «The Worst Day Ever». Ещё одна песня «I'd Do Anything» прозвучала в эпизоде «Эта злобная зелёная чудо-машина» (англ. It's Mean, It's Green, It's the Mystery Machine). К выходу нового мультсериала было снято трёхминутное промовидео с Simple Plan, играющими песню «What's New, Scooby-Doo?».
В 2002 году композиция «Grow Up» из No Pads, No Helmets... Just Balls вошла в саундтрек к полнометражному фильму «Скуби-Ду». Двумя годами позже для саундтрека к фильму «Скуби-Ду 2: Монстры на свободе» музыканты записали «Don’t Wanna Think About You». К песне был снят видеоклип, в котором по сюжету Simple Plan в полном составе пытаются догнать «фургончик тайн» и успеть на премьеру фильма «Скуби-Ду 2: Монстры на свободе». В клипе также были показаны актёры из фильма в образах своих героев.
В 2021 году группа перезаписала заглавную песню «What's New, Scooby-Doo?» и сделали её доступной для стриминговых сервисов 23 июля 2021 года.

## Участники группы

Текущий состав Simple Plan.
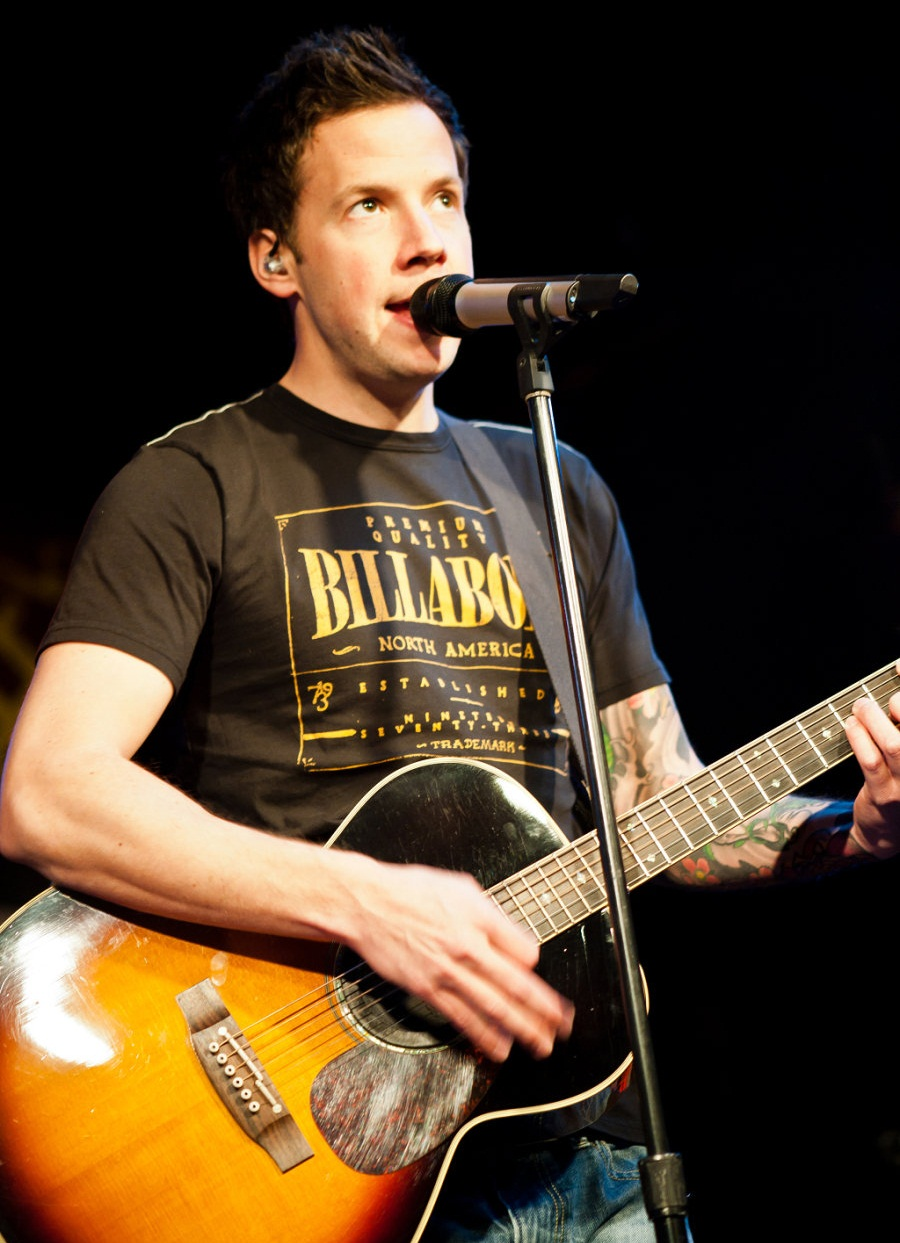
Пьер Бувье
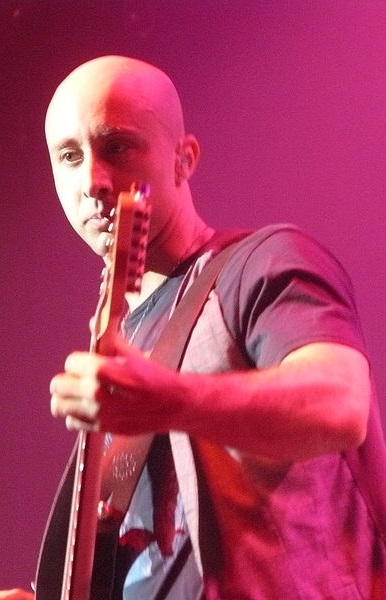
Джефф Стинко
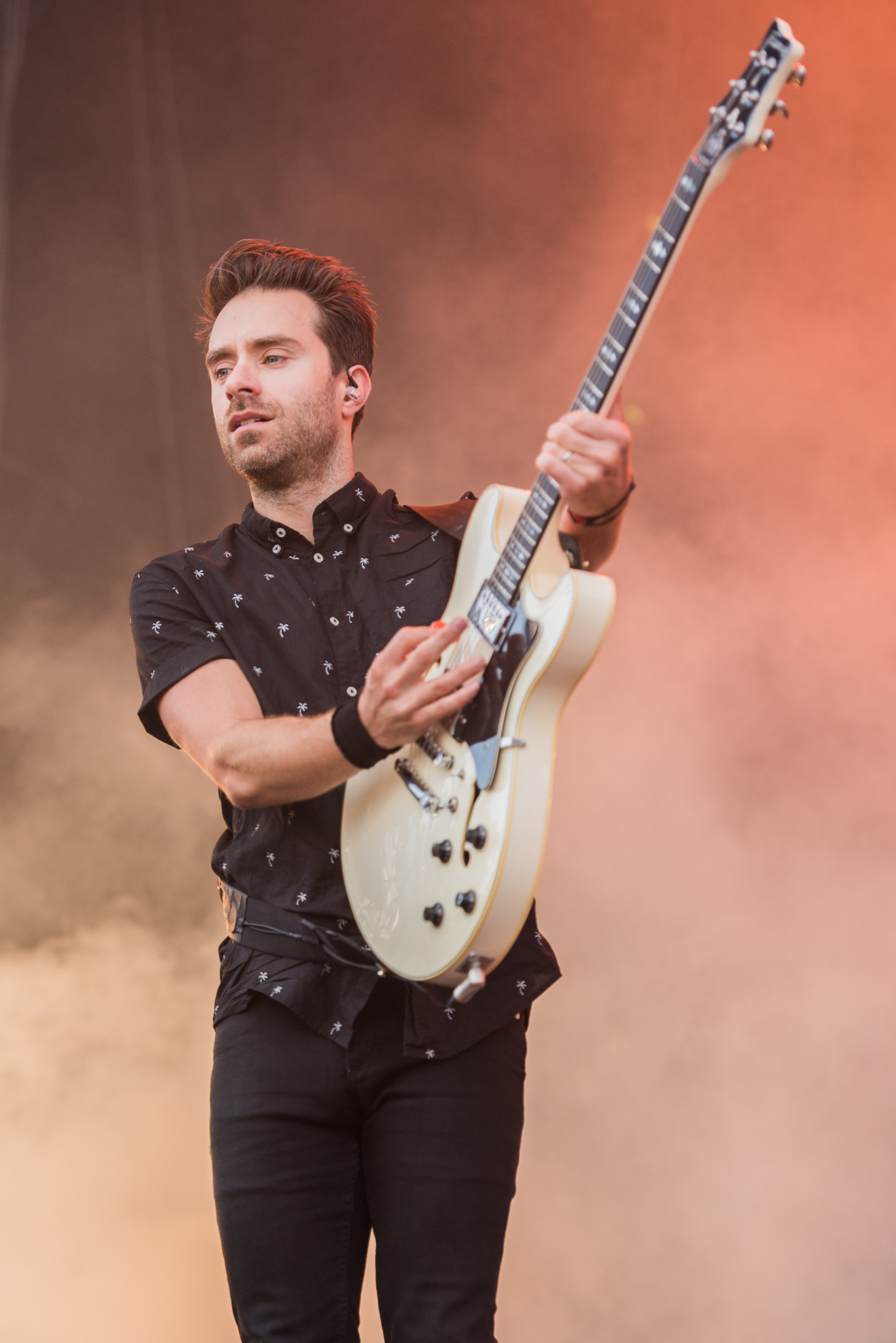
Себастьен Лефевр
Чак Комо

### Современный состав

#### Текущий
- Пьер Бувье (фр. Pierre Bouvier) — вокал, клавишные, бас-гитара[комм. 10], акустическая гитара[комм. 11] (1999-настоящее время)
- Джефф Стинко (фр. Jeff Stinco) — соло-гитара (1999-настоящее время)
- Себастьен Лефевр (фр. Sébastien Lefebvre) — ритм-гитара, бэк-вокал (1999-настоящее время), бас-гитара[комм. 12](2008)
- Чак Комо (фр. Charles Comeau) — ударные (1999-настоящее время)

#### Бывшие участники
- Дэвид Дерозье (фр. David Desrosiers) — бас-гитара, бэк-вокал (2000-2020[160], перерыв в декабре 2008 и с 2017 года по июнь 2019[161])

#### Сессионные/концертные участники
- Чади Эвад (англ. Chady Awad) — бас-гитара (2016, 2017-2019, 2020)
- Николас Кеннеди (англ. Nicholas Kennedy) — бас-гитара (2021-настоящее время)

## Дискография
- No Pads, No Helmets… Just Balls (2002)
- Still Not Getting Any... (2004)
- Simple Plan (2008)
- Get Your Heart On! (2011)
- Taking One for the Team (2016)
- Harder Than It Looks (2022)[162]

## Награды и номинации
В общей сложности за всю свою историю своей деятельности коллектив был номинирован на 53 награды, из которых получил 19.
В таблице ниже приведён список победных номинаций группы. 
| Год  | Номинируемая работа    | Премия                                             | Номинация                                         | Результат                               |
| ---- | ---------------------- | -------------------------------------------------- | ------------------------------------------------- | --------------------------------------- |
| 2002 | «I’m Just a Kid»       | CASBY Award                                        | «Любимое новое видео»                             | Победа                                  |
| 2003 | Simple Plan            | MuchMusic Video Awards                             | «Любимая канадская группа по выбору людей»        | Победа                                  |
| 2004 | Simple Plan            | MuchMusic Video Awards                             | «Любимая канадская группа по выбору людей»        | Победа                                  |
| 2005 | Simple Plan            | Teen Choice Awards                                 | «Рок-группа по выбору»                            | Победа                                  |
| 2005 | Simple Plan            | MuchMusic Video Award                              | «Любимая канадская группа»                        | Победа                                  |
| 2006 | MTV Hard Rock Live     | ADISQ                                              | «Англоязычный альбом года»                        | Победа                                  |
| 2006 | Simple Plan            | ADISQ                                              | «Наиболее успешный музыкант за пределами Квебека» | Победа                                  |
| 2006 | Simple Plan            | Juno Awards                                        | «Juno Fan Choice Award»                           | Победа                                  |
| 2006 | Simple Plan            | MuchMusic Video Awards                             | «Любимая канадская группа по выбору людей»        | Победа                                  |
| 2008 | Simple Plan            | MuchMusic Video Awards                             | «Любимая канадская группа по выбору людей»        | Победа                                  |
| 2009 | «Save You»             | MuchMusic Video Awards                             | «UR Fave Video»                                   | Победа                                  |
| 2012 | Simple Plan с Мэри Мэй | NRJ Music Awards                                   | «Франкоязычный дуэт/группа года»                  | Победа                                  |
| 2012 | Simple Plan            | Yahoo! Canada Award                                | «Канадцы с наибольшим влиянием»                   | Победа                                  |
| 2012 | Simple Plan            | Juno Awards                                        | «Allan Waters Humanitarian Award»                 | Победа                                  |
| 2013 | Simple Plan            | Radio Canada/La Presse Award                       | «Личность года»                                   | Победа                                  |
| 2013 | Simple Plan            | Медаль Бриллиантового юбилея королевы Елизаветы II |                                                   |                                         |
| 2013 | Simple Plan            | Canadian Music Week Award                          | «Allan Slaight Humanitarian Spirit Award»         | Победа                                  |
| 2013 | «Summer Paradise»      | MTV Platinum Video Play Award                      |                                                   | Победа                                  |
| 2014 | Simple Plan            | YMCA Peace Medal (Médailles de la paix)            | YMCA Peace Medal (Médailles de la paix)           | YMCA Peace Medal (Médailles de la paix) |

### Фан-сайты
- Российский фан-сайт Simple Plan. SimplePlan.su. Дата обращения: 17 апреля 2015. Архивировано 11 мая 2015 года.
- Официальный фан-клуб Simple Plan (англ.). officialspcrew.com. Дата обращения: 17 апреля 2015. Архивировано 1 мая 2015 года.

### Другие ссылки
- Официальный сайт Simple Plan (англ.). OfficialSimplePlan.com. Дата обращения: 17 ноября 2022. Архивировано 7 ноября 2022 года.
- Официальный немецкий сайт Simple Plan (нем.). Warner Music. Дата обращения: 1 января 2016. Архивировано 21 декабря 2015 года.
- Официальный сайт Simple Plan Foundation (англ.). SimplePlanFoundation.org. Дата обращения: 1 января 2016. Архивировано 9 января 2016 года.
- Simple Plan на Canadian Pop Music Encyclopedia (англ.)
- Simple Plan на Яндекс.Музыка. Яндекс.Музыка. Дата обращения: 1 января 2016. Архивировано 1 января 2015 года.